# Salon des Cent
Salon des Cent ("Salón de los Cien") fue una exposición de arte comercial en París, con sede en el 31 Rue Bonaparte. El Salón vendió carteles a color, grabados y reproducciones de obras de arte al público en general a precios razonables.
Fue fundado en febrero de 1894 por Léon Deschamps, fundador de La Plume ("La pluma"), una revista literaria y artística de vanguardia.
Se hizo conocido por sus exposiciones que muestran las obras de artistas gráficos contemporáneos.El salón celebró exposiciones hasta 1900.
Muchos de los carteles que anuncian las exposiciones del Salon des Cent se han convertido en objetos de colección.

## La Plume
Fue una revista artística y literaria fundada por Léon Deschamps en 1889, en un principio ubicada en 36 Boulevard Arago. Los artículos en cubrieron una amplia gama de temas que van desde el realismo, el socialismo y el anarquismo hasta el misticismo católico y la aristocracia. La revista se trasladó al número 31 de la Rue Bonaparte en julio de 1891, donde las amplias oficinas nuevas dieron lugar para montar exposiciones de arte. Antes de que comenzaran, La Plume exhibió varios objetos en el "Salon de la Plume", y las artes visuales ocuparon un segundo lugar frente a los objetos asociados con la literatura, la poesía y la filosofía. Los avances en la litografía en color en la década de 1890 hicieron que fuera práctico hacer grandes carteles para usar como anuncios y también para coleccionistas de arte. Se desarrolló una locura por los carteles, con una gran demanda de litografías Art Nouveau en Europa y América.
El enfoque creciente de La Plume en el arte gráfico contemporáneo quedó claramente establecido por la publicación de un número en noviembre de 1893 dedicado a la historia del cartel. A veces, la revista dedicaba un número especial a un artista. Estos incluyeron a Pierre Puvis de Chavannes, James Ensor, Alexandre Falguière, André des Gachons, Eugène Grasset, Henry de Groux, Alphonse Mucha y Auguste Rodin.
En teoría Le Salon des Cent era un grupo de cien artistas, de ahí el nombre, pero nunca hubo una lista precisa y la participación variada. Algunos artistas fueron invitados a convertirse en miembros, incluidos Pierre Puvis de Chavannes, Jules Chéret, Edmond Grasset y Marcellin Desboutin.Otros eran simplemente artistas a los que se les había pedido que participaran en exposiciones. El salón no tenía jurado ni premios, y los artistas podían elegir lo que querían exhibir, limitados únicamente por el espacio disponible.El Salon des Cent se publicitó como una exposición permanente y en constante cambio de las obras de sus miembros. Ejerció una influencia considerable en el desarrollo del cartel Art Nouveau.
Le Salon des Cent generalmente se exhibe en un conjunto de salas dentro de las instalaciones de la revista.  Se anunció una exposición del Salon des Cent en octubre de 1891, y de nuevo en febrero de 1892, pero de hecho la primera exposición en el 31 de la Rue Bonaparte no fue hasta el 1 de febrero de 1894. Además de los catálogos de venta de las obras de varios artistas, las numerosas ediciones especiales de La Plume sirvieron como catálogos para exposiciones específicas. El Salón también encargó carteles especiales para sus exposiciones, reunió una gran colección de carteles originales de muchos países y actuó como mayorista y minorista de estas obras.La colección incluía todos los carteles y pinturas de Mucha, y de Henri de Toulouse-Lautrec, Berthon, de Feure y los Glasgow Four, así como de artistas estadounidenses.

## Artistas

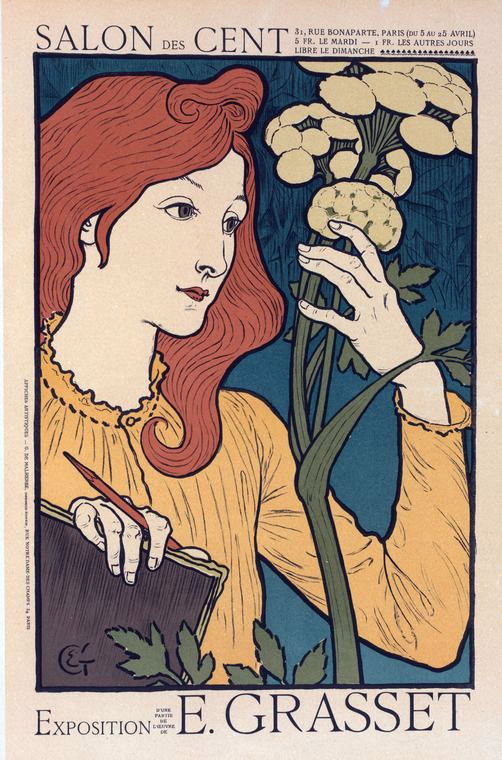
Cartel del segundo Salón de abril de 1894 de Eugène Grasset

Eugène Grasset participó activamente en el Salon des Cent . Primero abordó el estilo de cartel Art Nouveau en sus carteles para el Salon des Cents de 1894.La segunda exposición, que se inauguró el 3 de abril de 1894, estuvo enteramente dedicada a sus obras.Se dedicó a Grasset una edición especial de La Plume del 15 de mayo de 1894.
El cartel de Georges de Feure para el quinto Salon des Cent anunciaba los temas que dominarían la pintura en los años siguientes, y ha sido ampliamente reproducido. En muchos sentidos copia el cartel del segundo Salón. Refleja el interés de De Feure por la época medieval. El cartel, que llena el encuadre con una atrevida composición, muestra a una joven vestida con sencillez que mira pensativa una umbela de angélica.
En enero de 1895, el cartel Art Nouveau de Mucha para Sarah Bernhardt como Gismonda se exhibió en todo París. Al año siguiente, Mucha creó el cartel para la exposición del 20º Salón, que se inauguró el 22 de abril de 1896.Cuando Léon Deschamps vio el borrador, le dijo a Mucha: "Ejecuta este diseño tal como es, y habrás creado la obra maestra del cartel decorativo ilustrado". En junio de 1897 el Salón acogió una exposición dedicada a Mucha. Algunos de los carteles de Mucha y Grasset se imprimieron en tiradas muy limitadas sobre raso de seda.
Georges de Feure expuso por primera vez en el cuarto Salon des Cent, que tuvo lugar en el Casino de Boulogne-sur-Mer durante todo el mes de agosto de 1894. La quinta exposición, en el 31 de la rue Bonaparte del 5 al 30 de octubre de 1894, exhibió casi las mismas obras. Georges de Feure expondrá en el Salón durante varios años. Léon Deschamps y La Plume jugaron un papel importante en el desarrollo artístico de sus carteles. Henri de Toulouse-Lautrec expuso varias veces en el Salon des Cent entre 1895 y 1898.La Passagere du 54 de Lautrec– Promenade en Yacht se utilizó como cartel para la inauguración de 1896 de la Exposición Internacional de Carteles en los Salons des Cent.Su serie Elles se exhibió en su totalidad por primera vez en 1896 en la exposición del 20º Salón . James Ensor exhibió algunos de sus grabados en el Salón en 1898, usando un dibujo de 1888 llamado Demons burlándose de mí como póster para la exhibición. La Plume publicó una edición especial para acompañar la muestra que incluía varios artículos alabando su trabajo. Esta fue la primera exposición individual de Ensor fuera de Bélgica.
Otros carteles incluyeron imágenes clásicas del Art Nouveau de Paul Berthon, Fernand Fau, Arsène Herbinier y Firmin Bouisset .Los artistas notables que se exhibieron en el Salon des Cent también incluyeron a Albert André, Pierre Bonnard, Frédéric-Auguste Cazals, Edgar Degas, Henri Evenepoel, Henri-Gabriel Ibels, Gustave-Henri Jossot, René Lalique, Henri Matisse, Gustave Moreau y Luis Valtat .

## Galería

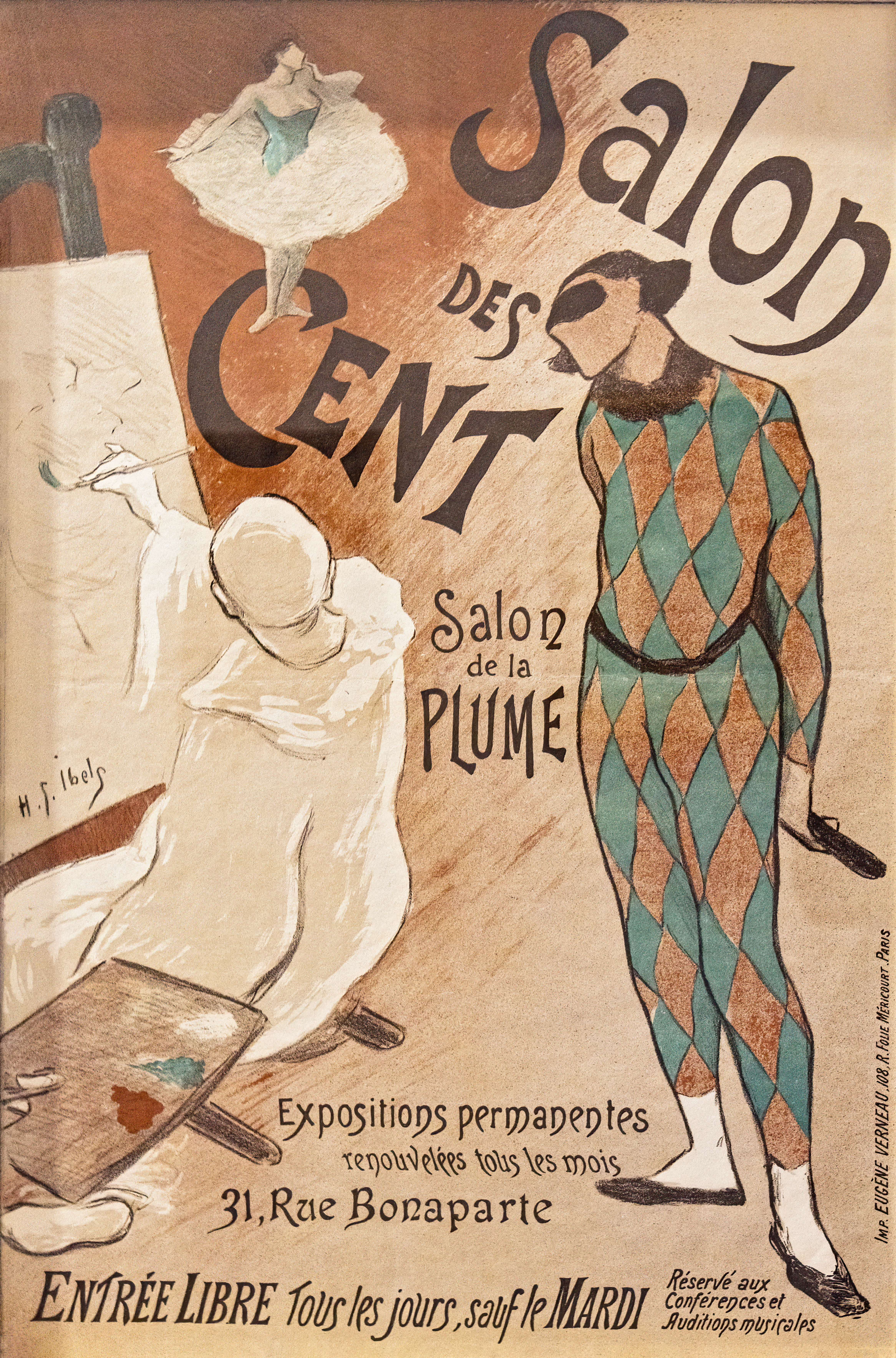
* Henri-Gabriel Ibels poster for the first Salon des Cent exhibition 1893. The exhibition actually opened on 1 February 1894.
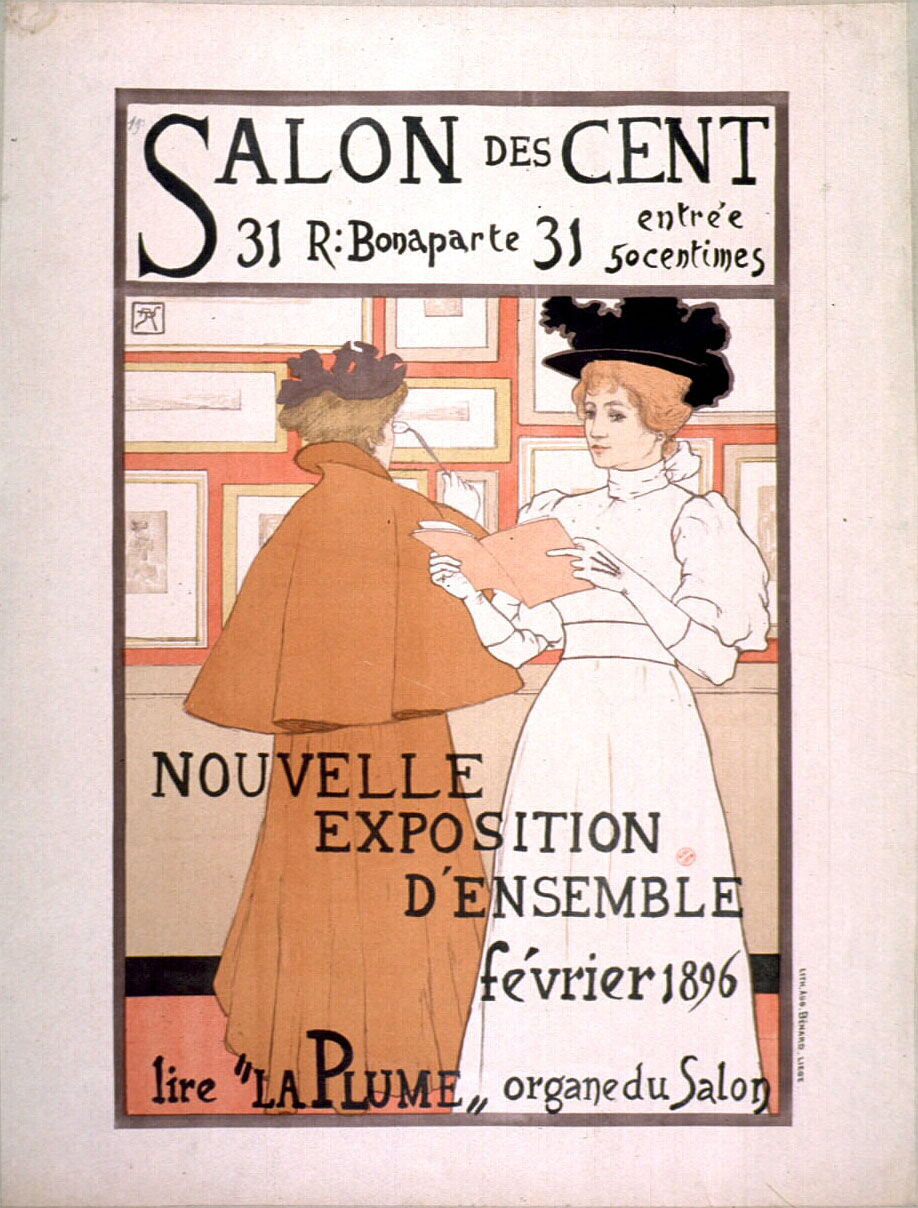
* 1895 poster by Armand Rassenfosse.
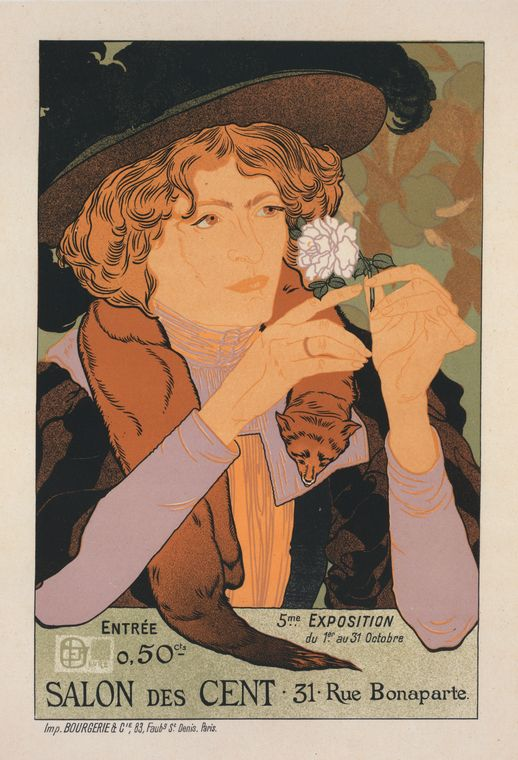
* Poster by Georges de Feure, advertising the fifth Salon.
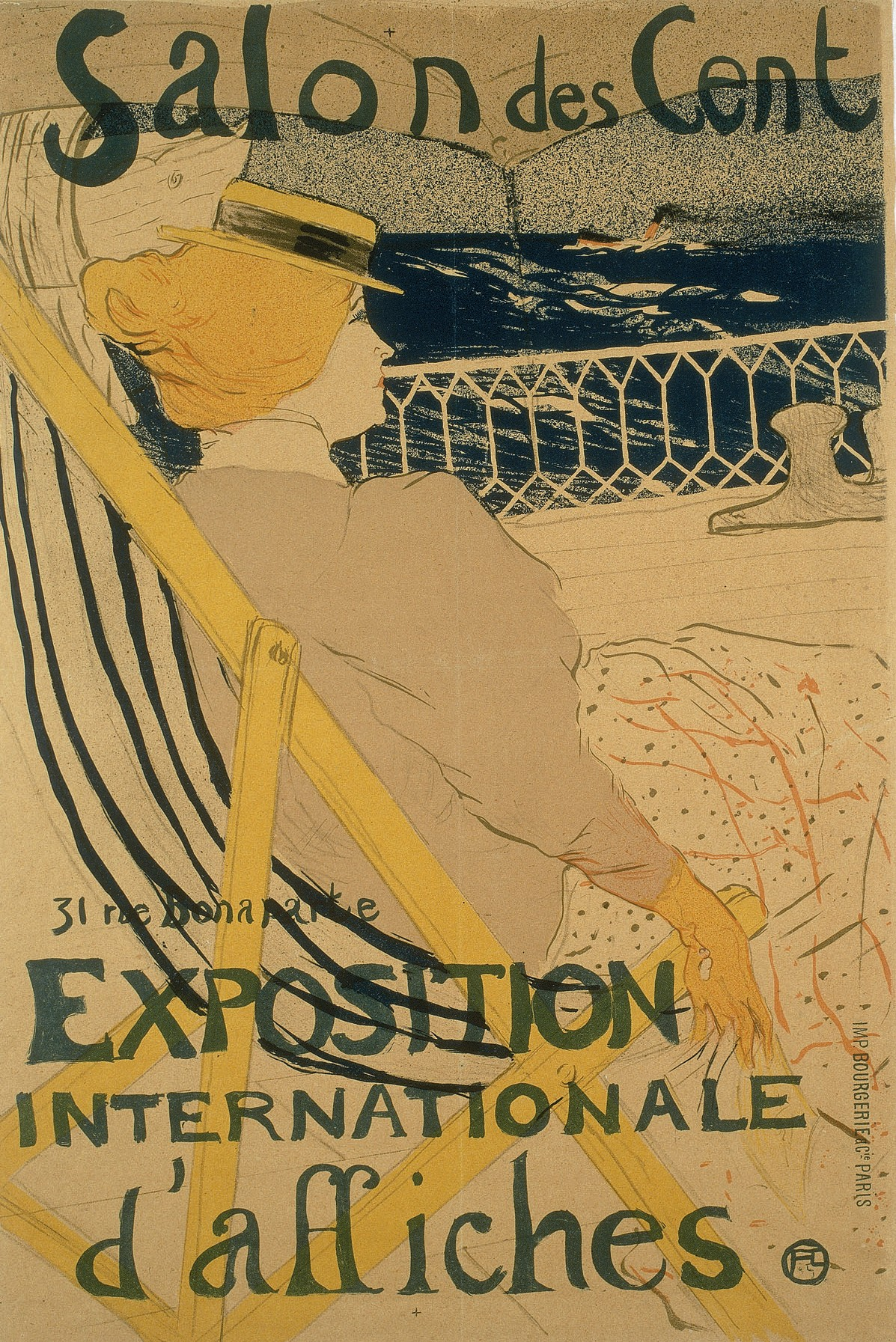
* 1895 poster by Henri de Toulouse-Lautrec, La Passagere du 54, used for the 1896 Salon exhibition of international posters.
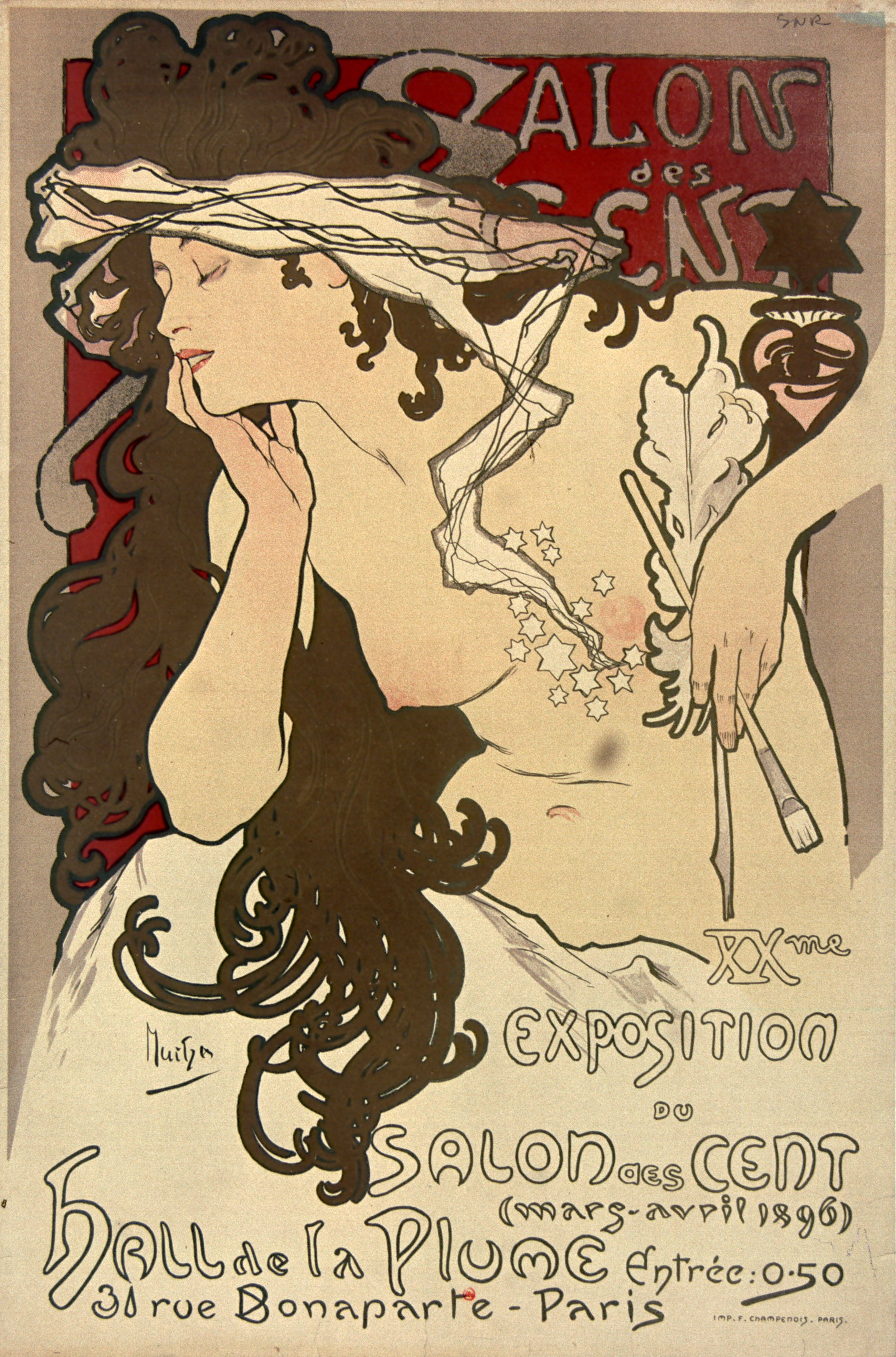
* Post by Alphonse Mucha for the twentieth Salon des Cent, April 1896
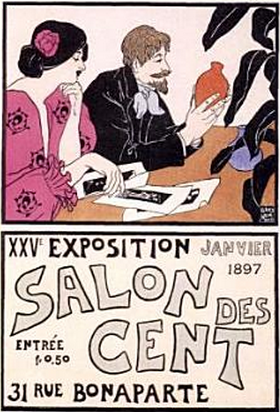
* Poster by Andrew Kay Womrath for the 25th exhibition, March 1897
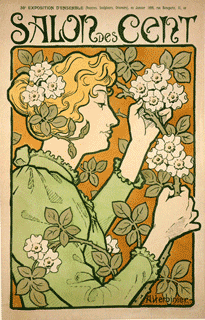
* 1897 poster by Arsène Herbinier
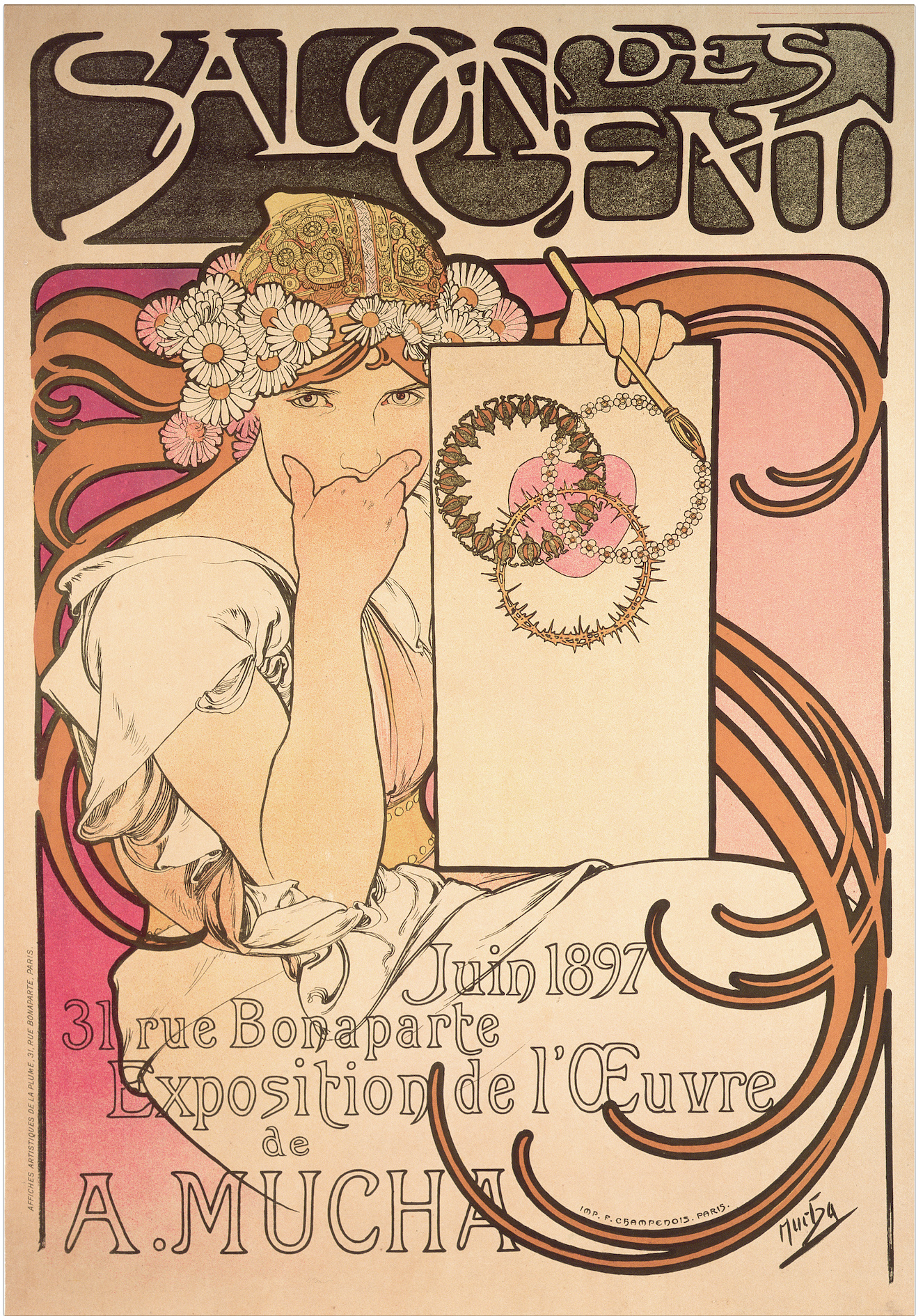
* Mucha poster for the Salon des Cent exhibition of June 1897.
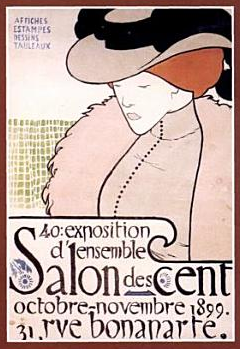
* 1899 poster for the 40th exhibition of the Salon des Cent by Henri Evenepoel.
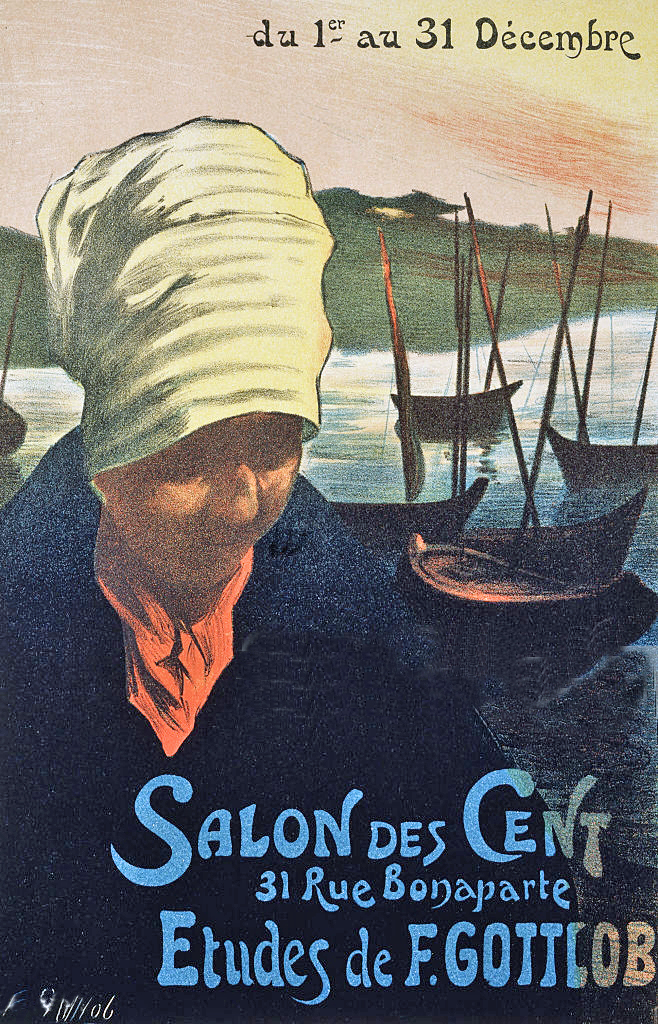
* Poster for a Salon des Cent exhibition in December 1899 by Fernand Louis Gottlob